# ميريديث ويتني
ميريديث آن ويتني (بالإنجليزية: Meredith Whitney)‏ (20 نوفمبر 1969) محللة مالية أمريكية وهي متزوجة من المصارع المعتزل جون برادشو ليفيلد منذ عام 2005.